# Eg
Eg (Quercus) er en slægt af træer og buske med ca. 600 arter, mest udbredt i de tempererede og subtropiske dele af den nordlige halvkugle. I Asien når slægten bjergene i Bagindien, og i Sydamerika bjergene i Colombia og Ecuador. Slægtens kerneområde ligger i de østlige og sydøstlige dele af USA og Mexico. I Mellemeuropa og Middelhavslandene findes ca. 30 arter. Kun to arter er hjemmehørende i Danmark, nemlig stilkeg og vintereg, mens flere andre vokser i haver og parker.

## Anvendelse
Egens ved benyttes ofte til kraftige konstruktioner såsom havnemoler, bygningstømmer (herunder tagkonstruktioner), broer og skibe. Mange af de store vikingeskibe blev lavet af eg, herunder Skuldelev 2, Osebergskibet og Koldingkoggen. Mange egeskove rundt omkring i Danmark blev plantet omkring år 1800, da man planlagde store flådebyggerier og havneudvidelser. Anvendelsen af eg, og træ i det hele taget, var meget mere udbredt før industrialiseringens stål- og metalkonstruktioner gradvis tiltog gennem 1800-tallet.
Eg anvendes til en del kirkeudstyr, f.eks. Den Mecklenburgske Anetavle. Fade til bourbon-whisky fremstilles af eg. Barken af kork-eg benyttes til kork.

## Egetræers betydning for vejr og klima
Mange planter udskiller isopren, der i atmosfæren kan omdannes til aerosoler. Disse er hygroskopiske og med til at danne skyer og tåge, hvilket påvirker vejret og på længere sigt klimaet. Egetræer er blandt de planter, som producerer mest isopren.

## Eg i Nordeuropa
Egen overlevede sidste istid i Sydeuropa. Der har været eg i Danmark lige siden begyndelsen af den atlantiske varmetid, omkring 7000 f.Kr. Til Norge kom egen omkring 5000 f.Kr. I varmetiden 5500-500 f.Kr. var egen langt mere udbredt end i dag. Omkring 1.500 arter insekter, svampe, mos og lav er fundet på egetræ; ved-muld dannet inde i hulrummet i en hul eg danner et meget næringsrigt grundlag for mange sjældne insektarter. I løbet af 1600-tallet forsvandt de store egeskove delvis, pga. skibsbygning og opdyrkning af jord.
Eg er af stor vigtighed for artsmangfoldigheden. I 2011 og 2012 blev egetræskroner mange steder i Norge gasset for at give et billede af, hvilke arter, som lever i dem. Undersøgelsen førte til opdagelse af 17 nye arter, hvoraf otte var nye i Norden, og 57 var ikke set før i Norge.
Egen er et meget hårdført træ, der tåler vand, dyrebid, klipninger og åben bund, så der er stor sandsynlighed for, at der vil være mere eg end bøg i selvsået skov. I egeskove er der mange lyskrævende planter i skovbunden, da egetræets åbne bladkroner slipper sollyset igennem.
Sygdommen Sudden oak death (= pludselig egetræsdød) tog i 1990'erne livet af mange træer i California, og skyldes en slimsvamp, der også er ankommet Europa. De europæiske egearter ser ud til at være modstandsdygtige, men sygdommen angriber også bøg og rhododendron.
Egetræer kan blive meget gamle. I Liverpool vokser Allerton-egen, valgt til Englands tree of the year. Egen er omkring 1.000 år gammel, og under anden verdenskrig sendte slægt og venner agern og blade fra træet til soldaterne ved fronten som et udtryk for håb om et langt liv. Kongeegen i Jægerspris Nordskov ved Jægerspris har en anslået alder på 1500 – 2000 år, hvilket formodentlig gør det til Nordeuropas ældste egetræ.

## Arter
Ege-slægten er delt op i 5-6 sektioner eller underslægter.

### Sektion Quercus (hvidege)
Europa, Asien, Nordafrika og Nordamerika. Agern modner på 6 måneder. De er milde eller let bitre. Indersiden af agernskallen er hårløs.
- Stilkeg (Quercus robur) - almindelig i Danmark
- Vintereg (Quercus petraea) - forekommer i Danmark
- Hvideg (Quercus alba)
- Steneg (Quercus ilex)
- Duneg (Quercus pubescens)

### Sektion Mesobalanus
Europa, Asien og Nordafrika. Agern modner på 6 måneder. De er bitre. Indersiden af agernskallen er hårløs. (Sektionen lægges ofte sammen med Quercus-sektionen.)
- Ungarsk eg (Quercus frainetto)
- Kaukasisk eg (Quercus macranthera)
- Armensk eg (Quercus pontica)

### Sektion Cerris
Europa, Asien og Nordafrika. Agern modner på 18 måneder. De er meget bitre. Indersiden af agernskallen er hårløs eller svagt hårklædt.
- Frynseeg (Quercus cerris)
- Korkeg (Quercus suber)

### Sektion Protobalanus
Sydvestlige USA og nordvestlige Mexico. Agern modner på 18 måneder. De er meget bitre. Indersiden af agernskallen er ulden.
- Quercus chrysolepis

Sektion Lobatae (rødege): Nord-, Central- og Sydamerika. Agern modner på 18 måneder. De er meget bitre. Indersiden af agernskallen er ulden.
- Skarlageneg (Quercus coccinea)
- Spansk eg (Quercus falcata)
- Sumpeg (Quercus palustris)
- Rødeg (Quercus rubra)
- Farveeg (Quercus velutina)

### Hybrider
- Turners Eg